# Anton Karl Gebauer
Anton Karl Gebauer (16. července 1872 Horní Benešov – 30. května 1942 Valden, Rakousko) byl rakouský cestovatel, etnograf a spisovatel.

## Život
Jeho otec Anton Gebauer byl soukeník a zároveň obecní tajemník v Horním Benešově, č. p. 297 Turnergasse (dnešní Nerudova). Jeho znalosti a obdiv k vědeckým poznatkům byly impulsem pro životní dráhu jeho prvorozeného syna, pozdějšího badatele ve střední a jihovýchodní Asii. A. K. Gebauer studoval v Olomouci a v Opavě, a jako mladý učitel odešel do Waldviertelu v Dolním Rakousku. Dále pak vyučoval ve Vídni v Jubilejní škole v Jedlersee-Floridsdorfu a nakonec působil jako učitel tělocviku ve floridsdorfském gymnáziu. Zde získal tělesnou zdatnost a houževnatost, které mu byly tolik potřebné v jeho dalším životě. Oženil se 12. 6. 1923 ve Vidni II. v kostele sv. Františka Serafinského s Bertou Rábovou. Zemřel 30. května 1942 v rakouských Korutanech, ve Veldenu na břehu Wörtherského jezera.

## Cesty
Od mládí miloval toulky přírodou, ale lákaly ho daleké kraje, na jejichž poznávání se připravoval pilným studiem jazyků, geografie a přírodních věd. První velkou cestu podnikl jako devětadvacetiletý roku 1901 do Afriky, kde sám a pěšky putoval po březích Nilu až k pověstným kataraktům (peřejím) na Horním Nilu. Za pět let byl již ve světadílu, který ho nejvíce poutal - v Asii. V roce 1906 procestoval Indii a svoje poznatky uveřejnil v knize „Um den Mount Everest (Pod Mount Everestem)“ (1925). Věhlas získal především svojí třetí velkou cestou v roce 1910, která ho vedla do pevninské jihovýchodní Asie, kde studoval přírodu, kulturu a lid Barmy a tzv. Šanských států (dnes severní Barma, Thajsko a Laos).
Oblasti téměř v Evropě neznámé, popsal v publikacích „Severní Šanské státy“ (1912) a „Burma, Tempel und Pagoden (Barma, chrámy a pagody)“ (1943). Asijská cestování korunoval v roce 1913 nesmírně náročnou, neprozkoumanou trasou, průrvou řeky Tsango (horní tok Brahmaputry) a Brahmaputry největším světovým pohořím Himálaj. PO vypuknutí první světové války byl zadržen britskými úřady a téměř pět let internován v himálajské oblasti. Konec války pro něho znamenal osvobození a návrat domů i s rozsáhlými přírodovědeckými sbírkami, jejichž nejcennější část daroval Národopisnému historickému muzeu ve Vídni.

## Ocenění
Gebauerovy přednášky o buddhismu a brahmaismu ve vídeňské Uranii vzbudily takový ohlas, že je musel dvanáctkrát opakovat. Ve vědeckých kruzích byly ceněny zejména jeho zprávy o dosud málo známých oblastech Sahu (severní oblasti jihovýchodní Asie), za což byl jmenován členem - korespondentem několika geografických společností. Od státu (Rakousko) obdržel čestnou apanáž, a jeho rodná obec, Horní Benešov, ho jmenovala čestným občanem.